# Jensen Motors
La Jensen Motors Ltd è stata una casa automobilistica britannica attiva sul mercato dal 1931 al 2002.

## Storia
L'avventura della Jensen iniziò nel 1931, quando i fratelli Richard e Alan Jensen assunsero il controllo della WJ Smiths Ltd., casa fondata nel 1875 e dedita alla produzione di carri e carrozze, trasformandone il nome in Jensen Motors Ltd.e convertendone la produzione da carrozze ad autovetture.

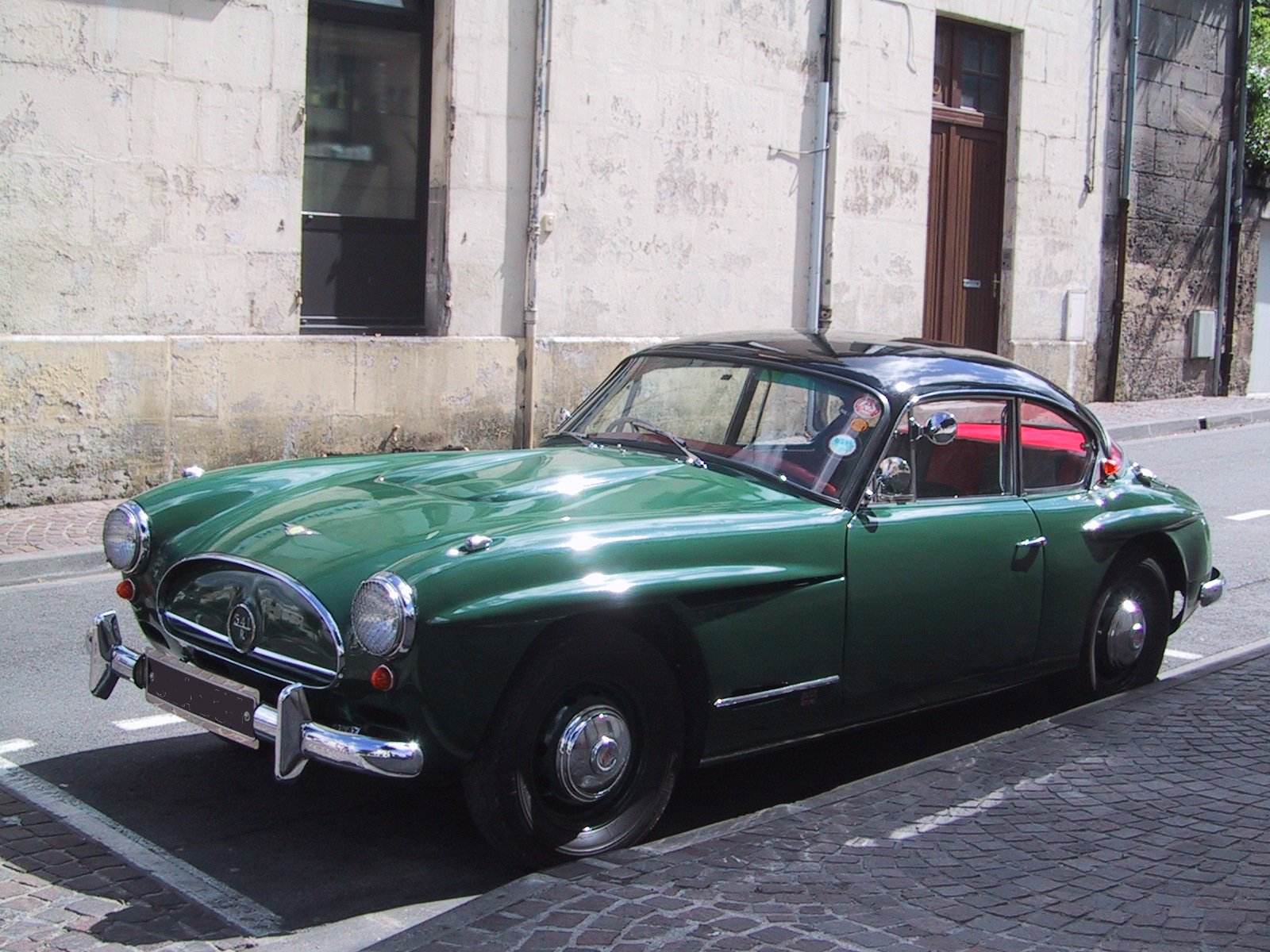
Jensen 541

Il primo modello prodotto (1937), denominato S type era una grossa cabriolet mossa da un motore V8 di 3,6 litri Ford o 8 in linea di 4,3 litri Nash.
A questo modello seguirono la berlina, PW del 1946, su meccanica Ford (e motore V8 di 3,9 litri), la serie Interceptor I (1949), la 541 (1953), con carrozzeria in plastica e motore Austin 4 litri e la Cv-8 del 1962.
Contemporaneamente la Jensen stipulò accordi per produrre per conto dell'Austin le A40 Sports, le Austin-Healey 100 e 3000 e per conto della Volvo le P1800.

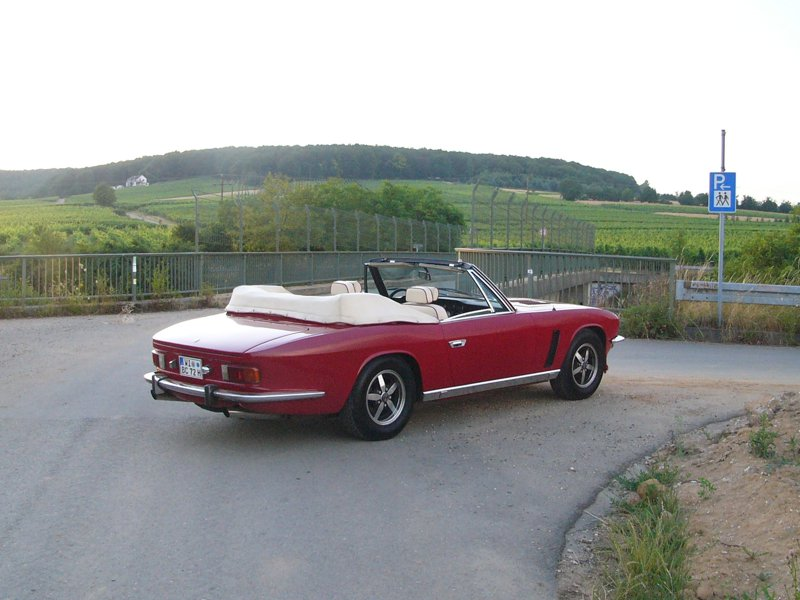
Jensen Convertible

Il modello più importante della piccola casa inglese fu però la Interceptor del 1966, disegnata dalla Carrozzeria Touring e proposta dal 1968 anche in versione FF, con trazione integrale a giunto viscoso Ferguson. Fu la prima auto 4x4 prodotta in serie.
La perdita della commessa Volvo (1967), per la scarsa qualità degli assemblaggi, fu un duro colpo per la Jensen che, nel 1970 venne rilevata da Donald Healey.
Il rilancio fu affidato ad un nuovo modello, la Jensen Healey, una piccola spyder con motore 2 litri Lotus, da affiancare alla grossa Interceptor. Problemi di affidabilità e qualità costruttiva rallentarono il successo di questo modello, proposto nel 1975 anche in versione coupé hatchback. La casa chiuse i battenti nel maggio 1976.
Furono fatti vari tentativi, tutti vani, di resuscitare la Jensen. Il primo alla fine degli anni ottanta, quando fu riavviata la produzione della Interceptor e uno nel 2001, con una nuova vettura, denominata C-V8. La chiusura definitiva avvenne nel 2002.

## Modelli
- Jensen S Type (1937)
- Jensen PW (1947)
- Jensen Interceptor (1950)
- Jensen 541 (1953)
- Jensen C-V8 (1962)
- Jensen Interceptor II (1966)
- Jensen Healey (1972)
- Jensen GT (1975)
- Jensen Interceptor S4 (1987)
- Jensen C-V8 (2001)
- Jensen SV-8 (2001)